# موراي هيد
سان جورج هيد (بالإنجليزية: Murray Head)‏ الشهير بموراي هيد (وُلد في 5 مارس 1946 في لندن) هو ممثل ومغن وموسيقي (عازف قيثارة) إنجليزي، وهو أخو أنتوني هيد.

## وصلات خارجية
- الموقع الرسمي
- موراي هيد على موقع IMDb (الإنجليزية)
- موراي هيد على موقع روتن توميتوز (الإنجليزية)
- موراي هيد على موقع ألو سيني (الفرنسية)
- موراي هيد على موقع ميوزك برينز (الإنجليزية)
- موراي هيد على موقع أول موفي (الإنجليزية)
- موراي هيد على موقع قاعدة بيانات الأفلام السويدية (السويدية)
- موراي هيد على موقع إن إن دي بي (الإنجليزية)
- موراي هيد على موقع أول ميوزيك (الإنجليزية)
- موراي هيد على موقع ديسكوغز (الإنجليزية)
- موراي هيد على موقع قاعدة بيانات الفيلم (الإنجليزية)